# Joaquim de Vasconcelos
Joaquim António da Fonseca de Vasconcelos (Cedofeita, Porto, 10 de fevereiro de 1849 — Cedofeita, Porto, 2 de março de 1936) foi um historiador e crítico de arte português. Foi, no dizer de José Augusto França, o real fundador da História da Arte em Portugal, entendida como ciência, com objeto e método próprios.

## Biografia
Realizou os seus estudos secundários em Hamburgo.
Regressado a Portugal, foi professor de línguas no Liceu Central do Porto (1883-1924).
Simultaneamente Joaquim de Vasconcelos desenvolveu outras atividades, onde se destacam as de secretário-geral da Sociedade de Instrução do Porto, de conservador e diretor do Museu Industrial e Comercial do Porto, de promotor, com outras figuras de destaque, do Centro Artístico Portuense  tendo colaborado na revista editada pelo mesmo  A Arte Portuguesa (1882-1884) e de inspetor do ensino industrial na circunscrição do Norte.
Também se encontra colaboração da sua autoria na revista Renascença (1878-1879?).
Foi casado com Carolina Michaëlis de Vasconcelos. Está enterrado no cemitério de Agramonte, no Porto.
A 14 de fevereiro de 1920, foi agraciado com o grau de Comendador da Ordem Militar de Sant'Iago da Espada, tendo sido elevado a Grã-Cruz da mesma Ordem a 5 de agosto de 1926.

## Obra
- Os musicos portuguezes: biographia-bibliographia, 1870
- Luiza Todi: estudo critico, 1873
- O consummado germanista e o mercado das letras portuguezas, 1873
- O fausto de Castilho julgado pelo elogio-mútuo, 1873
- Ensaio crítico sobre o catálogo d'El Rey D. João IV, 1873
- Primeira parte do Index da Livraria de Musica do rei Dom João o IV..., 2ª edição, Imp. Portuguesa, Porto, 1874
- Eurico, 1874
- Conde de Raczynski (Athanasivs): esboço biographico, 1875
- Albrecht Dürer e a sua influencia na peninsula, 1877
- A reforma de Bellas-Artes: analyse do relatorio e projectos da commissão oficial nomeada em 10 de Novembro de 1875, 1877
- Cartas curiosas escritas de Roma e de Viena, 1878
- A reforma do ensino de Belas-Artes, 1879
- Francisco de Hollanda: Da fabrica que fallece á cidade de Lisboa: Da sciencia do desenho, 1879
- Goësiana: o retrato de Albrecht Dürer, 1879
- Goësiana: bibliographia, 1879
- Camões em Alemanha: ensaio critico em memória do terceiro centenario, 1880
- A ourivesaria portuguesa séc. XIV-XVI: Ensaio histórico, 1880
- Goësiana: as variantes das chronicas, 1881
- Cartas, 1881
- A pintura portugueza nos seculos XV e XVI, 1881
- História da arte em Portugal, 1883
- El-Rey D. João o 4to., Porto, 1900
- Elementos para a historia da ourivesaria portuguesa e artes dos metaes en geral, 1904
- Elencho de quatro conferencias sobre Historia da Arte Nacional: estilo romanico archaico : o romanico dos séculos XI e XII, 1908
- Arte religiosa em Portugal, 1914
- Arte Românica em Portugal, 1918
- O retrato de Damião de Góis por Alberto Dürer